# Hypena zyzzybae
Hypena zyzzybae là một loài bướm đêm trong họ Erebidae.